# Мілковиці (Нижньосілезьке воєводство)
Мілковиці (пол. Miłkowice, нім. Arnsdorf) — село в Польщі, у гміні Мілковиці Легницького повіту Нижньосілезького воєводства.
Населення — 1949 осіб (2011).
У 1975-1998 роках село належало до Легницького воєводства.

## Демографія
Демографічна структура станом на 31 березня 2011 року:
|          | Загалом | Допрацездатний вік | Працездатний вік | Постпрацездатний вік |
| -------- | ------- | ------------------ | ---------------- | -------------------- |
| Чоловіки | 928     | 187                | 664              | 77                   |
| Жінки    | 1021    | 193                | 603              | 225                  |
| Разом    | 1949    | 380                | 1267             | 302                  |